# Boogie Superstar
Boogie Superstar is een muziekspel van Electronic Arts uit 2008 dat gespeeld kan worden op de Wii. Het is de opvolger van het spel Boogie. Het spel bevat liedjes in verschillende talen en men kan hierop zingen en dansen.
Doel van het spel is zo veel mogelijk liedjes te verzamelen om mee te mogen doen aan de boogiestar-oefensessie.

## Ontvangst
| Beoordeeld door            | Datum            | Score |
| -------------------------- | ---------------- | ----- |
| NZGamer                    | 24 oktober 2008  | 95%   |
| Wonderwallweb.com          | 28 oktober 2008  | 88%   |
| Official Nintendo Magazine | 27 oktober 2008  | 81%   |
| Jolt (GB)                  | 4 november 2008  | 80%   |
| Nintendojo                 | oktober 2008     | 69%   |
| N-Europe                   | 17 november 2008 | 60%   |
| videogamer.com             | 12 november 2008 | 60%   |
| IGN                        | 21 oktober 2008  | 50%   |
| Eurogamer.net (GB)         | 18 december 2008 | 50%   |
| Gamestyle                  | 26 november 2008 | 40%   |